# Килини (Элида)
Кили́ни (греч. Κυλλήνη) — село в Греции, на западе Элиды, на северо-западе Пелопоннеса, на побережье Ионического моря, у мыса Килини на одноимённом полуострове, отделяющем заливы Килиниос и Хелонитис, к западу от административного центра общины, города Лехена, в 47 км к северо-западу от Пиргоса. Расположено на высоте 5 метров над уровнем моря. Относится к общине (диму) Андравида-Килини в периферийной единице Элиде в периферии Западной Греции. Килини является главным портом Элиды, который связан паромным сообщением с островами Закинф и Кефалиния. Население 631 человек по переписи 2011 года.
В селе находилась железнодорожная станция линии Кавасилас — Килини, закрытой в 1993 году.

## История
Древний город Киллена (лат. Cyllene) находился возле города Лехена и служил гаванью и корабельной верфью для города Элиды, от которого отстоял на 120 стадий. Упоминается Гомером. Павсаний сообщал, что назван город по имени некоего аркадянина. Основатели города пришли с горы Киллена Гермес и принесли оттуда культ Гермеса. Павсаний во II веке н. э. сообщал о жителях Киллены, которые поклонялись Гермесу в виде статуи фаллоса, а также о святилищах Асклепия и Афродиты. Фукидид сообщал, что керкиряне сожгли корабельную верфь элейцев Киллену за помощь коринфянам кораблями и деньгами. Киллена служила сборным пунктом пелопоннесских кораблей. В Киллену сбежал из Фурий Алкивиад.
По древнему укреплённому портовому городу Киллена был назван залив Килиниос (Килленский залив).
В эпоху франкократии поблизости находился процветающий порт Кларенца, главный порт и торговый центр Ахейского княжества. Важным памятником того времени является сохранившийся замок Клермон в окрестностях Килини, построенный в начале XIII века князем Жоффруа I де Виллардуэном.

## Сообщество Килини
После создания королевства Греция, в 1835 году создана община (дим) Килини (Δήμος Κυλληνίας). Община упразднена и сообщество (Κοινότητα Κυλλήνης) создано в 1912 году (ΦΕΚ 256Α). В сообщество входит необитаемый островок Кафкалида. Население 631 человек по переписи 2011 года. Площадь 4,75 квадратных километров.
| Населённый пункт   | Население (2011), человек |
| ------------------ | ------------------------- |
| Кафкалида (остров) | 0                         |
| Килини             | 631                       |

## Население
| Год  | Население, человек |
| ---- | ------------------ |
| 1991 | 707                |
| 2001 | 781                |
| 2011 | ↘ 631              |

- Руины Кларенцы
- Замок Клермон в окрестностях Килини, построенный в начале XIII века князем Жоффруа I де Виллардуэном
- Рельсовый автобус в Килини в 1981 году